# 藤山覚一郎
藤山 覚一郎（ふじやま かくいちろう、1928年（昭和3年）2月14日 - 2014年（平成26年）11月1日）は、日本の実業家・インド古典の研究・翻訳者。
大日本製糖社長・会長やホテルニュージャパン社長、日本NCR監査役、集成社監査役など旧藤山コンツェルン系企業の役員を歴任し、財団法人糖業協会理事長なども歴任し、一般社団法人交詢社評議員・慶應義塾評議員も務める。日本NCR株式会社常勤監査役など多くの会社の重責を担いながらも、インド古典詩やインド古典戯曲などの研究や翻訳も行う。
祖父は実業家の藤山雷太、父は藤山コンツェルン二代目総帥で外務大臣などを歴任した藤山愛一郎。

## 生い立ち
1928年に藤山愛一郎の長男として東京で生まれ、1950年慶應義塾大学工学部を卒業。卒業後藤山コンツェルンの1社である日東化学に入社、1955年から1958年にかけては日東化学社員の身分のままMITマサチューセッツ工科大学に留学し工業経営学を専攻する。
藤山覚一郎は父・愛一郎とは違い学研肌の人物と評価されている。
藤山覚一郎は藤山コンツェルン総帥の長男として、コンツェルンで早期に地位をあげていく。父の愛一郎は自由民主党総裁選挙にのめり込み、愛正会を結成。党総裁選に3度にわたって出馬し、巨額の私財をつぎ込んだ。愛一郎は政治資金を得るためコンツェルン各社の株式を大量に売り藤山コンツェルンは解体されていく。

## 企業人として
藤山覚一郎は日東化学から日東ユニカーを経て 1965年大日本製糖に専務として入社（当時の大日本製糖は有力な上場企業）。1969年には大日本製糖が47％の株を持っていたホテルニュージャパン社長に就任する。1971年には大日本製糖の社長に就任、新聞や雑誌には藤山2世登場と言われる。しかし、当時の日本の製糖業は構造不況で大日本製糖の業績も落ち、1978年大日本製糖は上場廃止になり、藤山は社長を退任し会長になる。1979年ホテルニュージャパンを大日本製糖の株主だった横井英樹に懇請 して売却、1982年には大日本製糖会長も退き相談役になる。1983年日本NCR常勤監査役。他には日本ATT情報システム監査役などを務め、2014年時点では株式会社集成社の監査役を務めていた。
2014年11月1日、東京都港区の病院で死去。86歳没。

## 製糖業界人として
藤山は1977年の日豪砂糖交渉で日本の精糖会社31社で構成される日本側交渉団の団長として困難な国際間交渉にあたる。また、1990年代後半には社団法人糖業協会の理事長も務めている。

## インド古典詩・インド古典戯曲とのかかわり
藤山は経済人として活躍する傍ら、ヒンディー語を学び1986年ごろからはサンスクリット語も学ぶ。藤山はインド古典文学に関心を持ち、インド古典戯曲「チャトゥルバーニー」（邦題：遊女の足蹴） やインド古典詩「ハンサ鳥に託して」などの翻訳を行い、またインド古典について研究をしている。

## 書籍・論文・投稿記事など

### インド古典翻訳
- シュードラカ他作『遊女の足蹴 古典インド劇・チャトゥルバーニー』横地優子共訳　春秋社、1994年
- 分担翻訳「『ハンサ鳥に託して』  『ハンサ・ドゥータ』共同和訳」、『東方』中村元博士生誕100年記念号、東方学院、2012年

### 論文
- 「MattavilasaとBhagavadajjukamの構成,文体,作者について」『印度學佛教學研究』58(2) 、日本印度学仏教学会、2010年
- 「中世前期サンスクリット文学における登場人物の類型分析」『東洋大学大学院紀要』47号、東洋大学、2010年

### 投稿記事
- 「アメリカ工業経営学　最近の一つの傾向」『中央経済』7(2)、中央経済研究社、1958-2
- 「わが国化学装置工業の形成と当面する問題点」『化学経済』6(12)、化学工業日報社、1959-12
- 「石油化学工業の若干の問題点」『中央経済』9(10)、中央経済社、1960-10
- 「革新的化学技術の基本動向」『化学経済』12(1)、化学工業日報社、1965-01
- 「食品工業の今後の視点」『中央経済』16(12)、中央経済研究社、1967-12
- 「食品工業技術の展望」『科学経済』15(2)、化学工業日報社、1968-2
- 「随筆　欧米学生気質など」『財界』8(9)、財界研究所、1960-5
- 「ダウンサイジング化による情報リスクとその監査要点」『監査研究』20(12)、日本内部監査協会、1994-12

他、多数